# Luigi Traglia

Wappen von Kardinal Traglia

Signatur von Luigi Traglia als Titularerzbischof und Vizeregent (vor 1960)

Luigi Kardinal Traglia (* 3. April 1895 in Albano Laziale, Italien; † 22. November 1977 in Rom) war ein Kurienkardinal der römisch-katholischen Kirche und Kardinaldekan.

## Leben
Als Seminarist am Almo Collegio Capranica studierte Luigi Traglia in Rom die Fächer Philosophie und Katholische Theologie. Er empfing am 10. August 1917 durch Kardinalvikar Basilio Pompili das Sakrament der Priesterweihe und arbeitete anschließend als Dozent am Päpstlichen Athenaeum „De Propaganda Fide“. Darüber hinaus war er ab 1927 für die Kurie tätig, wobei sein Arbeitsschwerpunkt im Bereich der Priesterseminare und Katholischen Universitäten lag. 1930 wurde er Assessor der Glaubenskongregation. 1932 wurde ihm von Papst Pius XI. der Titel Hausprälat Seiner Heiligkeit verliehen, und seit 1936 arbeitete er als Auditor der Römischen Rota.
Papst Pius XI. ernannte ihn 1936 zum Titularerzbischof von Caesarea in Palaestina und zum Vizegerent für das Bistum Rom. Die Bischofsweihe empfing Luigi Traglia durch Kardinal Francesco Marchetti Selvaggiani, den Kardinalvikar für Rom; Mitkonsekratoren waren Angelo Calabretta, Bischof von Noto, sowie Domenico Spolverini, Titularerzbischof von Larissa in Thessalia und Rektor des Päpstlichen Römischen Priesterseminars.
Papst Pius XII. berief Luigi Traglia zum Präsidenten der Sonderkommission für das Marianische Heilige Jahr 1953. 1959 leitete er als Präsident die Kommission für die Römische Synode.
Papst Johannes XXIII. nahm ihn 1960 als Kardinalpriester mit der Titelkirche Sant’Andrea della Valle in das Kardinalskollegium auf. Luigi Traglia nahm in den Jahren 1962 bis 1965 am Zweiten Vatikanischen Konzil teil, war von 1965 bis 1968 Kardinalvikar des Papstes für die Diözese Rom und wurde 1968 Kanzler der Heiligen Römischen Kirche. 1969 wechselte er seinen Kardinalstitel zu dem der Titelkirche San Lorenzo in Damaso. 1972 wurde er zum Kardinalbischof von Albano erhoben. 1973 legte er sein Amt als Kanzler der Heiligen Römischen Kirche nieder, das danach nicht wieder besetzt wurde. Er wurde 1974 zum Kardinaldekan gewählt und ihm der damit verbundene Titel des Kardinalbischofs von Ostia verliehen.
Er starb am 22. November 1977 in Rom und wurde zunächst auf dem dortigen Friedhof Campo Verano beigesetzt. 1982 wurde seine Gebeine in die römische Basilika San Lorenzo in Damaso überführt.

## Ehrungen
- 1954: Großoffizier des Verdienstordens der Italienischen Republik
- 1963: Großkreuz des Verdienstordens der Italienischen Republik
- Ehren- und Devotionsgroßkreuz-Bailli des Malteserordens